# 艾達·貝爾·韋爾斯
艾達·貝爾·韋爾斯（英語：Ida B. Wells，1862年7月16日—1931年3月25日）是美国记者、社会学家，于1909年创建了美国有色人种协进会。她反对黑人与白人分开游行，争取平等的女性选举权。